# Apanteles tarasi
Apanteles tarasi är en stekelart som först beskrevs av Kotenko 2007.  Apanteles tarasi ingår i släktet Apanteles och familjen bracksteklar. Inga underarter finns listade i Catalogue of Life.